# (6074) Бехтерева
(6074) Бехтерева (лат. Bechtereva) — типичный астероид главного пояса, который был открыт 24 августа 1968 года советским астрономом Тамарой Смирновой в обсерватории Крыма и назван в честь российского нейрофизиолога Натальи Бехтеревой.

Орбита астероида Бехтерева и его положение в Солнечной системе